# Ситковецькі буки
Ситковецькі буки — ботанічна пам'ятка природи місцевого значення. Розташована на території Носовецької сільської ради Гайсинського району Вінницької області (Ситковецьке лісництво, кв.40 діл. 16) поблизу смт Ситківці. Оголошена відповідно до рішення Вінницького облвиконкому від 29.08.1984 р. № 371. Охороняється ділянка грабової діброви з участю цінної деревної породи – бука європейського.